# 石水インターチェンジ
石水インターチェンジ（ソッスインターチェンジ）は大韓民国京畿道安養市万安区にある第二京仁高速道路のインターチェンジである。
城南方面に進入することはできない。

## 歴史
- 1995年12月28日 - 開設。

## 隣
第二京仁高速道路
(13) 日直JCT - (14) 石水IC - (15) 三幕IC